# Bartne Łąki
Bartne Łąki (dawna nazwa - Bienertwiese) – mała osada w Polsce położona w województwie pomorskim, w powiecie sztumskim, w gminie Stary Dzierzgoń. Osada wchodzi w skład sołectwa Stary Dzierzgoń.
W latach 1975–1998 miejscowość administracyjnie należała do województwa elbląskiego.
Wieś wzmiankowana w dokumentach z roku 1711, jako wieś szkatułowa na 5 włokach. W roku 1782 we wsi odnotowano 3 domy (dymy), natomiast w 1858 w dwóch gospodarstwach domowych było 34 mieszkańców. W latach 1937–39 było 32 mieszkańców. W roku 1973 jako majątek Bartne Łąki należały do powiatu morąskiego (dawne województwo olsztyńskie), gmina i poczta Stary Dzierzgoń.